# Trnava pri Laborci
Trnava pri Laborci (Hongaars: Tarna) is een Slowaakse gemeente in de regio Košice, en maakt deel uit van het district Michalovce.
Trnava pri Laborci telt 559 inwoners.